# Baher El Mohamady
Baher El Mohamady est un footballeur international égyptien né le 1er novembre 1996 à Ismaïlia. Il joué au poste de défenseur à l'Ismaily SC.

## Carrière

### En sélection
Il joué son premier match en équipe d'Égypte le 8 septembre 2018, contre le Niger. Ce match gagné sur le large score de 6-0 rentre dans le cadre des éliminatoires de la Coupe d'Afrique des nations 2019. Il marque son premier but avec les Pharaons le 16 novembre 2018 contre la Tunisie, lors de ces mêmes éliminatoires (victoire 3-2).

## Palmarès
- Vice-champion d'Égypte en 2018 avec l'Ismaily SC